# Avenida Sucre (Maracay)
La avenida Sucre, conocida más frecuentemente por su extensión Avenida Las Ballenas, es una de las principales vías de la ciudad de Maracay, Venezuela. Recorre la ciudad de norte a sur desde la avenida Constitución hasta el Hospital Central de Maracay, comunicándose con la Avenida Las Delicias y el Hotel de Golf Maracay. En todo su trayecto oeste se encuentran ubicados los terrenos del Cuartel Mérida y en la acera este el parque Las Ballenas con sus espacios de recreación públicos.

## Historia
El entonces presidente de Venezuela Juan Vicente Gómez construyó una enorme plaza de toros en Maracay. Familias célebres de la ciudad comenzaron a mudarse hacia los alrededores del nuevo Circo de Gómez, dando nacimiento a la urbanización Calicanto, detrás de la Plaza de Toros. Aún en 1947 sus calles eran de tierra, sin importantes servicios públicos con muchas parcelas sin construcciones. Las viviendas se veían limitadas por la antigua pista de la aviación al este y el cerro El Calvario por el norte con el faro en su cima que guiaba a los aviones privados, gubernamentales y militares. Por tal motivo, una gran extensión de tierras en la vecindad eran propiedad de los militares de la zona. El acceso principal a Calicanto era la Avenida 19 de Abril y sus intersecciones, incluyendo la Av Sucre, una angosta calle que llegaba a un lado de la Plaza de Toros.
La hoy famosa Avenida Las Ballenas, que es la prolongación norte y más moderna de la Av Sucre, era su límite norte. Esta era zona militar al este y un enorme potrero al oeste conocido como «la Soledad», perteneciente a Gómez, hoy una urbanización de clase alta. El potrero se extendía hacia el norte con la hacienda «Las Delicias» hasta el Zoológico de Gómez.

## Características

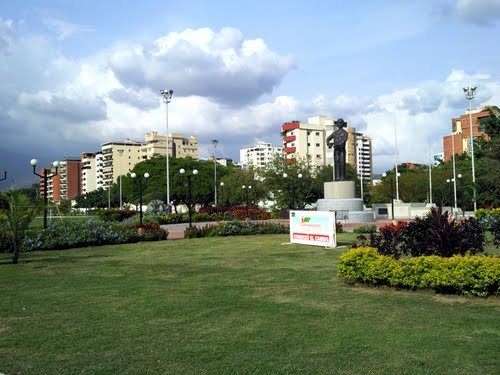
Parque El Ejército en el extremo norte de la Av Sucre (Las Ballenas).

El trayecto norte de la Av Sucre se caracteriza por estar situado en un terreno rico en ecotono transicional de montañas en la zona militar del oeste, por lo tanto, está decorado por concentraciones de árboles, similar al patrón de la Av Las Delicias, la cual recorre en paralelo durante parte de su extensión. La isla de la Av Sucre es más delgada que el de las Delicias y tiene principalmente árboles de pequeño tamaño y arbustos. Los árboles de mayor tamaño están ubicados en la acera oeste con el cuartel militar. Aun cuando la caminería adyacente al cuartel está completamente habilitado, la camineria del parque Las Ballenas en el extremo este de la Av Sucre es el más concurrido, en parte por lo más amplio de sus terrenos públicos. Ambos lados de la avenida han sido dispuestos con mobiliario para hacer ejercicio, distribuidos de forma homogénea a lo largo de toda la avenida.

## Trayecto
La Avenida Sucre nace en una intersección histórica de Maracay con la avenida Constitución a nivel del Estadio Julio Bracho en el centro de la ciudad. Esta era la principal ruta de acceso, junto con la calle López Aveledo, para llegar hasta la Maestranza de Maracay, el centro urbano de la ciudad. En dirección norte, la avenida Sucre hace intersección con la Avenida Bolívar, dos cuadras después la avenida 19 de Abril en la urbanización Calicanto. A unos 900 m de su nacimiento en el sur del centro de Maracay, hace intersección con la avenida Casanova Godoy, dando comienzo a la popularmente conocida Avenida Las Ballenas.
- Datos: Q5714100